# Laurac
Laurac är en kommun i departementet Aude i regionen Occitanien  i södra Frankrike. Kommunen ligger  i kantonen Fanjeaux som ligger i arrondissementet Carcassonne. År 2022 hade Laurac 180 invånare.

## Befolkningsutveckling
Antalet invånare i kommunen Laurac
Referens: INSEE